# آلانیس موریست
آلانیس نادین موریست (به انگلیسی: Alanis Nadine Morissette)، (زادهٔ ۱ ژوئن ۱۹۷۴) خواننده، ترانه‌سرا، تهیه‌کننده و بازیگر آمریکایی-کانادایی است. از نخستین آلبوم بین‌المللی او قرص کوچک دندانه‌دار در سال ۱۹۹۵ سی میلیون کپی به فروش رفت. از فیلم‌ها یا برنامه‌های تلویزیونی که وی در آن نقش داشته‌است می‌توان به هر چیزی برای عشق اشاره کرد.

## آلبوم‌های استودیویی
- آلانیس (۱۹۹۱)
- اکنون زمانش است (۱۹۹۲)
- قرص کوچک دندانه‌دار (۱۹۹۵)
- معتاد شیفتگی مفروض پیشین (۱۹۹۸)
- جاروشده زیر قالی (۲۰۰۲)
- به‌اصطلاح فاجعه (۲۰۰۴)
- مزه گرفتاری (۲۰۰۸)
- خرابی و نورهای روشن (۲۰۱۲)